# La Cage dorée (film, 2013)
Pour les articles homonymes, voir La Cage dorée.
Pour plus de détails, voir Fiche technique et Distribution.
La Cage dorée est une comédie franco-portugaise coécrite et réalisée par Ruben Alves, sortie en 2013.
Il est sélectionné et projeté en avant-première mondiale en janvier 2013 au Festival international du film de comédie de l'Alpe d'Huez.

## Synopsis
Maria et José Ribeiro, d'origine portugaise, vivent tranquillement à Paris, où ils ont élevé leurs deux enfants. Elle est concierge dans un immeuble bourgeois tandis que lui est chef de chantier dans une entreprise de construction. Tout le monde abuse de leur trop grande gentillesse. À la suite du décès du frère de José, avec qui ce dernier était fâché depuis longtemps, les époux Ribeiro apprennent qu'ils sont bénéficiaires d'un important héritage, dont une maison au Portugal. Mais il y a une condition dans le testament : s'installer au Portugal pour continuer à faire vivre l'entreprise dont ils ont hérité. Or, pour différentes raisons, certains proches et les employeurs de Maria et José ont tout intérêt à faire en sorte que ceux-ci restent à Paris. Ils vont alors tout imaginer pour les empêcher de partir.

## Fiche technique
- Titre original : La Cage dorée
- Titre international : The Gilded Cage
- Titre portugais : A Gaiola Dourada
- Réalisation : Ruben Alves
- Scénario : Ruben Alves, Hugo Gélin et Jean-André Yerlès
- Décors : Maamar Ech-Cheikh
- Costumes : Isabelle Mathieu
- Photographie : André Szankowski
- Son : Vincent Cosson, Thomas Lascar et Olivier Walczak
- Montage : Nassim Gordji-Tehrani
- Musique : Rodrigo Leão (pt), Rémi Barbot et Raphaël Hamburger
- Production : Laetitia Galitzine, Hugo Gélin et Danièle Delorme
- Sociétés de production : Zazi Films, Pathé Production et TF1 Films Production, en association avec Cinémage 7
- Sociétés de distribution : Pathé Production ( France), Alternative Films ( Belgique), A-Z Films ( Québec), Pathé Films AG ( Suisse romande), NOS Audiovisuais (en) ( Portugal)
- Budget : 7 millions euros[réf. souhaitée]
- Pays de production :  France et  Portugal
- Langues originales : français ; anglais et portugais
- Format : couleur — 1,85:1 — son Dolby
- Genre : comédie
- Durée : 90 minutes
- Dates de sortie[1] :
  - France : 17 janvier 2013 (Festival international du film de comédie de l'Alpe d'Huez) ; 24 avril 2013 (nationale)
  - Suisse romande : 25 avril 2013
  - Belgique : 1er mai 2013
  - Portugal : 1er août 2013
  - Québec : 2 août 2013

## Distribution
- Rita Blanco : Maria Ribeiro, concierge portugaise d'un immeuble haussmannien
- Joaquim de Almeida : José Ribeiro, mari de Maria, chef de chantier
- Roland Giraud : Francis Caillaux, patron de José
- Chantal Lauby : Solange Caillaux, épouse de Francis
- Barbara Cabrita : Paula Ribeiro, fille de Maria et José
- Lannick Gautry : Charles Caillaux, fils de Francis et Solange, amoureux de Paula
- Nicole Croisille : Mme Reichert, une copropriétaire de l'immeuble
- Maria Vieira (pt) : Rosa, domestique portugaise des Caillaux, amie de Maria
- Jacqueline Corado : Lourdes, sœur de Maria, femme de ménage qui veut ouvrir un restaurant
- Jean-Pierre Martins : Carlos, mari macho de Lourdes
- Alex Alves Pereira : Pedro Ribeiro, fils adolescent de Maria et José
- Alice Isaaz : Cassiopée, adolescente dont Pedro est amoureux
- Ruben Alves : Miguel, ex-compagnon de Paula, humoriste
- Yann Roussel : M. Zu, un copropriétaire de l'immeuble
- Oliver Rosemberg : Guillaume, le facteur
- Louis Duneton : un adolescent
- Patrice Melennec : le promoteur
- Catarina Wallenstein : la chanteuse de fado
- Estas Tonne : Un guitariste
- Pauleta : lui-même
- Sérgio da Silva : Manuel
- Bertrand Combe : Monsieur Bertrand, un copropriétaire de l'immeuble
- Ludivine de Chastenet : Mme Bertrand
- Alexandre Ruscher : Malo
- Cécile Cassel : Romane, fiancée de Miguel
- Rosária da Silva : Rosaria, une concierge portugaise

## Production

### Tournage
Le film a été tourné dans les 5e, 7e, 8e, 15e et 16e arrondissements de Paris et dans la vallée du Douro au Portugal.

### Musique
Le film reprend plusieurs musiques connues de la culture portugaise, notamment des fados :
- L'Étrangère de Linda de Suza
- Uma casa portuguesa, fado chanté par Amália Rodrigues
- Bacalhau à Portuguesa chanson pimba de Quim Barreiros
- Prece, un autre fado chanté dans le film par Catarina Wallenstein (aussi chanté par Amália Rodrigues)

## Accueil

### Festivals et sorties
La Cage dorée est sélectionné et projeté en avant-première mondiale, le 17 janvier 2013, au Festival international du film de comédie de l'Alpe d'Huez avant qu'il ne sorte dans les salles obscures à partir du 24 avril 2013 en France.
Pour les pays francophones, il sort en Suisse romande le 25 avril 2013, en Belgique le 1er mai 2013, et au Québec le 2 août 2013.
Quant au Portugal, il sort le 1er août 2013.

### Box-office
| Pays ou région | Box-office                        | Date d'arrêt du box-office | Nombre de semaines |
| -------------- | --------------------------------- | -------------------------- | ------------------ |
| France         | 1 228 950 entrées                 | 10 juillet 2013            | 12                 |
| Portugal       | 760 810 entrées                   | —                          | —                  |
| Suisse romande | 50 267 entrées                    | —                          | —                  |
| Monde          | 2 333 585 entrées[réf. souhaitée] | 24 juillet 2016            | —                  |

### Audience télévision
Lors de sa diffusion sur TF1, le film fait un beau score en affichant 5 397 000 téléspectateurs soit 23,6 % de part de marché, dont 25 % des femmes de moins de cinquante ans sur la soirée du 1er novembre 2015.

## Distinctions

### Récompenses
- Festival international du film de comédie de l'Alpe d'Huez 2013 :
  - Prix du public Virgin Radio
  - Prix d'interprétation féminine pour Chantal Lauby
- Prix du cinéma européen 2013 : Prix du public (People’s Choice Award)
- Globos de Ouro 2014 : meilleure actrice pour Rita Blanco

### Nominations et sélections
- Festival international du film de comédie de l'Alpe d'Huez 2013 : sélection officielle en compétition
- Festival international du film de São Paulo 2013 : sélection officielle en compétition
- César 2014 : meilleur premier film
- Globos de Ouro 2014 : meilleur acteur pour Joaquim de Almeida